# 顺义新城滨河森林公园
顺义新城滨河森林公园，有称北京市共青滨河森林公园，是在北京市共青林场的基础上建成的森林公园，2009年开始建设，2013年建成开放。公园位于北京市顺义区顺义新城，建在潮白河顺义段，北起潮白河俸伯桥上游，南至苏庄橡胶坝。

## 历史
1959年，北京市共青林场成立，为北京市属国有林场，由时任中国共产主义青年团中央委员会第一书记胡耀邦提议成立并命名题字，是北京市最大的国有平原型生态公益林场。北京市和顺义区从2003年5月开始按照生态治水理念投资整治潮白河河道。2007年10月，跨流域调水工程“引温入潮”建成，通过将温榆河水调入潮白河，在潮白河、减河形成了300多万平方米的宽阔水面。作为京津风沙源治理工程的一部分，北京市计划从2008年到2010年的三年间投资10亿元人民币，在各个新城投资建设滨河森林公园及生态景观大道等生态建设工程，并计划2008年便启动顺义、密云、通州等五个新城的滨河森林公园建设。
2009年10月23日，顺义新城滨河森林公园工程举行启动仪式，原计划2011年5月竣工，占地面积1.8万多亩，计划总投资6.1亿元。该工程计划疏挖整治河道9.3公里，护砌7.1公里河槽岸坡险工，改造3座橡胶坝，新建、改建2座船闸，新种植10万株乔木、15.6万株花灌木、123.9万平方米花草植被、11.6万平方米水生植物。计划将公园分为滨河文化、水岸风情、度假、湿地展示、游憩、趣味运动六个功能区。2013年9月30日，顺义新城滨河森林公园正式对外开放。公园总面积为12578亩，其中共青林场的林地面积为9523亩，占公园总面积的76%。

## 公园规模
顺义新城滨河森林公园长12.8公里，总面积1.8万多亩，其中绿化面积超过1.2万亩，河道面积6105亩，是北京市水域面积最大、成林历史最悠久的滨河森林公园。

## 设施
公园内设有门自行车骑行道路和健身步道。公园内修建有供游客游览、锻炼的绿道，绿道总长37公里，宽2.5至4米，均为平坦的彩色沥青路面，有红、绿、灰三种颜色，绿道设计有大环线和小环线，大环线总长16公里，可进行骑行和步行，小环线长度为2公里至5公里不等，适合步行。绿道所处河岸线长达13公里，除综合型绿道外，还设有独立的自行车道和人行步道。绿道沿线设有6个驿站，配有卫生间、自行车租赁站等配套服务设施。

## 管理
公园由北京市共青林场管理处直接管理，分为滨河文化园、森林游憩园、趣味运动园、滨河度假园四个园区。